# George Macaulay Trevelyan

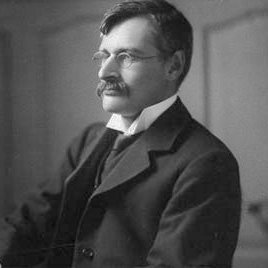
George Macaulay Trevelyan

George Macaulay Trevelyan (* 16. Februar 1876 in Welcombe House, Stratford-upon-Avon, Warwickshire; † 21. Juli 1962 in Cambridge) war ein britischer Historiker.

## Leben und Wirken
Trevelyan wurde 1876 als drittes Kind seiner Eltern in Welcombe House, dem Anwesen seines Großvaters mütterlicherseits, dem Kaufmann und Parlamentsabgeordneten Sir Robert Needham Phillips, geboren. Trevelyans Vater war Sir George Trevelyan, der 2. Baronet von Trevelyan, der älteste Sohn von Sir Charles Edward Trevelyan, dem 1. Baronet Trevelyan. Ein Großonkel Trevelyans war der berühmte Historiker Thomas Babington Macaulay.
Nach dem Besuch der englischen Eliteschule Harrow studierte Trevelyan, seinem Großonkel nacheifernd, Geschichte am Trinity College der Universität Cambridge. Während seiner Studienzeit in Cambridge begründete er die lake hunt, ein bis heute von den Studenten in Cambridge praktiziertes „Jagdritual“, bei dem Angehörige der Studentenschaft im Zuge einer simulierten Hatz in die Rolle von Hasen und Hunden schlüpfen. 1898 legte er seine Dissertation vor, die im Folgejahr unter dem Titel England in the Age of Wycliffe veröffentlicht wurde.
Ausgestattet mit einer Cambridge Fellowship dozierte er zunächst bis 1903 an der Traditionsuniversität. Danach gab er das universitäre Dasein zeitweise auf, um sich ganz der historischen Schriftstellerei widmen zu können. 1927 kehrte er nach Cambridge zurück um die Professur für Neueste Geschichte, den Regius Professor of Modern History, zu übernehmen. 1940 übernahm er zudem das Amt des Master des Trinity College, das er bis zu seiner Emeritierung 1951 ausüben sollte.
Nach seinem Tod 1962 wurde Trevelyan auf dem Friedhof der Holy Trinity Church in Langdale, Cumbria, beigesetzt.

## Trevelyan als Historiker

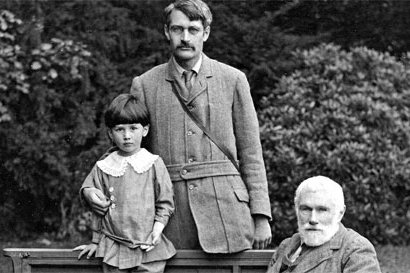
Trevelyan mit seinem Sohn und seinen Vater um 1910

Trevelyan bekannte sich offen zum Prinzip der parteiischen, von persönlichen moralischen Urteilen gefärbten Geschichtsschreibung und wandte sich gegen den Versuch, sich der Geschichte auf dem Weg der leidenschaftslosen, „objektiven“ Analyse anzunähern. Dementsprechend verhehlte er niemals seine Bewunderung für die politischen Anschauungen der liberalen Whigs und ihre Nachfolgerin, die Liberal Party, sowie seine Überzeugung, dass die demokratische Regierungsweise unvermeidlich eine ständige Besserung der sozialen Verhältnisse bedingen würde. Er sah in Geschichtswerken Kunstwerke, seine stilistisch geschliffenen Bücher wurden alle Publikumserfolge, besonders seine History of England (1926). Von der Wissenschaftsorientierung eines Frederic William Maitland distanzierte er sich.
Seine Auffassung von der Notwendigkeit des Historikers, Partei zu nehmen, legte Trevelyan in dem Essay Bias in History programmatisch am Beispiel seines vielbändigen Werkes über die italienische Freiheitsbewegung und das Leben Garibaldis wie folgt dar: „Without bias, I should never have written them at all. For I was moved to write them by a poetical sympathy with the passions of the Italian patriots of the period, which I retrospectively shared.“ („Ohne eine gewisse Vorliebe für das Thema hätte ich mich niemals daran gemacht dieses Werk zu verfassen. Der Impuls, es niederzuschreiben, entsprang einer persönlichen poetischen Sympathie für die Leidenschaft der italienischen Patrioten dieser Zeit, in die ich mich sozusagen nachträglich eingefühlt habe.“)

## Ehrungen und Auszeichnungen
Während Trevelyan den ihm angetragenen Vorsitz der Britischen Akademie ablehnte, akzeptierte er das Amt des Kanzlers der Universität Durham, die eines ihrer Colleges nach ihm benannte (Trevelyan College). 1920 wurde er für seine Biografie Lord Greys mit dem James Tait Black Memorial Prize ausgezeichnet. Darüber hinaus war er Mitglied der Royal Society. 1931 wurde er in die American Academy of Arts and Sciences, 1937 in die American Academy of Arts and Letters, und 1947 in die Königlich Niederländische Akademie der Wissenschaften gewählt. Die Ehrendoktorwürden zahlreicher Universitäten wurden ihm zuteil, darunter die von Cambridge.

## Schriften
- England in the Age of Wycliffe. Longmans, Green, & Co., London u. a. 1899, (Digitalisat).
- England under the Stuarts. Methuen & Co., London 1904.
- The Poetry and Philosophy of George Meredith. Constable and Company, London 1906, (Digitalisat).
- Garibaldi’s Defence of the Roman Republic. Longmans, Green, & Co., London u. a. 1907, (Digitalisat).
- Garibaldi and the Thousand. Longmans, Green, & Co., London u. a. 1909, (Digitalisat).
- Garibaldi and the Making of Italy. Longmans, Green, & Co., New York NY u. a. 1911, (Digitalisat).
- Clio. A Muse and Other Essays. Literary and Pedestrian. Longmans, Green, & Co., London u. a. 1913, (Digitalisat („Second Impression“)).
- The Life of John Bright. Constable and Company, London 1913, (Digitalisat).
- Scenes From Italy’s War. Jack, London u. a. 1919, (Digitalisat).
- The Recreations of an Historian. Nelson and Sons, London u. a. 1919, (Digitalisat).
- Lord Grey of the Reform Bill. Longmans, Green, & Co., London u. a. 1920, (Digitalisat).
- British History in the Nineteenth Century. (1785–1901). Longmans, Green, & Co., New York NY u. a. 1922, (Digitalisat).
- Manin and the Venetian Revolution of 1848. Longmans, Green, & Co., London u. a. 1923, (Digitalisat).
- History of England. Longmans, Green, & Co., New York NY u. a. 1926, (Digitalisat).
- England under Queen Anne. 3 Bände. Longmans, Green, & Co., London u. a. 1930–1934;
  - Blenheim. 1930;
  - Ramillies and the Union with Scotland. 1932;
  - The Peace and the Protestant Succession. 1934.
- Sir George Otto Trevelyan. A Memoir. Longmans, Green, & Co., London u. a. 1932.
- Grey of Fallodon. Being the life of Sir Edward Grey afterwards Viscount Grey of Fallodon. Longmans, Green, & Co., London u. a. 1937.
- The English Revolution. 1688–1689. Longmans, Green, & Co., London u. a. 1938.
- English Social History. A Survey of Six Centuries. Chaucer to Queen Victoria Longmans, Green, & Co., London u. a. 1942.
- Trinity College. An Historical Sketch. Cambridge University Press, Cambridge 1943.
- An Autobiography & other Essays. Longmans, Green, & Co., London u. a. 1949.
- A Layman’s Love of Letters. Being the Clark Lectures delivered at Cambridge, October–November 1953. Longmans, Green, & Co., London u. a. 1954.